# Steve Wembi
Pour les articles homonymes, voir Steve et Stephen.
Steve Wembi est un journaliste d'investigation basé à Kinshasa en république démocratique du Congo et à Nairobi au Kenya, il a travaillé en tant que contributeur pour le New York Times, Al Jazeera et Xinhua (communément appelée "Agence Chine nouvelle"). Il est le directeur général de l’agence de communication Consulting Media Agency (CMA),.

## Biographie

### Enfance et éducation
Steve Wembi est né le 20 juillet 1984 à Kindu dans  la province du Maniema au Zaïre (actuellement république démocratique du Congo). Il passe son enfance à Kalemie dans le nord de la province du Katanga où il fait ses études primaires. En 1997, il a suivi une formation militaire à Kamalenge lors de l’entrée de la rébellion Alliance des forces démocratiques pour la libération du Congo (AFDL) dirigée par Laurent-désiré Kabila avant de regagner l'école secondaire en section pédagogie générale à l'Institut d'Ibanda de Bukavu, dans la province du Sud-Kivu.
En 2007, il déménage à Kinshasa pour suivre ses études universitaires, et passe deux ans à l’université de Kinshasa (UNIKIN) dans la faculté de droit mais sans obtenir de diplôme. Par ailleurs, il est titulaire d'un 'diploma' (certificat d'une formation d'un an) en criminologie de l’Institut d'étude sur la justice pénale du Kenya (Kenya Institute of Security and Criminal Justice). Du 27 juillet 2019 jusqu'en février 2021, il était conseiller en communication d'Alexis Thambwe Mwamba, président du Sénat de la république démocratique du Congo,.

### Carrière médiatique
Steve Wembi a commencé, alors qu'il était à l'université de Kinshasa, sa carrière en journalisme en tant que correspondant de la China New News Agency en république démocratique du Congo en 2007 à Kinshasa où il a travaillé pour ce média chinois pendant dix ans. Il a travaillé comme producteur à la télévision et site web d'Aljazeera, Cable News Network et comme journaliste à l'agence de presse onusienne Réseaux d'information régionaux intégrés (IRIN), le Xinhua, au magazine The Economist, le Financial Times, la télévision norvégienne NRK et au The Wall Street Journal.
Dans l'est de la république démocratique du Congo, Steve Wembi a couvert plusieurs rébellions, dont celle du Mouvement du 23 Mars (M23) et du  Congrès National pour la défense du Peuple (CNDP) mais aussi, il fréquentait les zones à haut risque notamment au Kasaï, une région où les deux experts de l'ONU Zaida Catalan et Michael Sharp ont été tués en mars 2017. La même année, il a découvert plus de 100 fosses communes dans la commune de Ngaza,,.

## Vie privée
Steve Wembi est marié à Madame Belinda Zamundu et est père de six enfants.